# سان غابريل (كاليفورنيا)
سان غابريل (بالإنجليزية: San Gabriel)‏ هي إحدى مدن مقاطعة لوس أنجليس، كاليفورنيا. تم إعطاءها لقب مدينة في 24 أبريل، 1913.

## المناخ
يظهر الجدول التالي التغييرات المناخية على مدار السنة لسان غابريل:
| البيانات المناخية لـسان غابريل    | البيانات المناخية لـسان غابريل | البيانات المناخية لـسان غابريل | البيانات المناخية لـسان غابريل | البيانات المناخية لـسان غابريل | البيانات المناخية لـسان غابريل | البيانات المناخية لـسان غابريل | البيانات المناخية لـسان غابريل | البيانات المناخية لـسان غابريل | البيانات المناخية لـسان غابريل | البيانات المناخية لـسان غابريل | البيانات المناخية لـسان غابريل | البيانات المناخية لـسان غابريل | البيانات المناخية لـسان غابريل |
| الشهر                             | يناير                          | فبراير                         | مارس                           | أبريل                          | مايو                           | يونيو                          | يوليو                          | أغسطس                          | سبتمبر                         | أكتوبر                         | نوفمبر                         | ديسمبر                         | المعدل السنوي                  |
| --------------------------------- | ------------------------------ | ------------------------------ | ------------------------------ | ------------------------------ | ------------------------------ | ------------------------------ | ------------------------------ | ------------------------------ | ------------------------------ | ------------------------------ | ------------------------------ | ------------------------------ | ------------------------------ |
| الدرجة القصوى °ف (°م)             | 94 (34)                        | 94 (34)                        | 101 (38)                       | 106 (41)                       | 106 (41)                       | 111 (44)                       | 114 (46)                       | 112 (44)                       | 112 (44)                       | 108 (42)                       | 101 (38)                       | 96 (36)                        | 114 (46)                       |
| متوسط درجة الحرارة الكبرى °ف (°م) | 67.2 (19.6)                    | 68.3 (20.2)                    | 70.3 (21.3)                    | 73.4 (23.0)                    | 75.9 (24.4)                    | 79.8 (26.6)                    | 85.2 (29.6)                    | 87.4 (30.8)                    | 85.3 (29.6)                    | 79.4 (26.3)                    | 73.1 (22.8)                    | 66.8 (19.3)                    | 76.0 (24.5)                    |
| متوسط درجة الحرارة الصغرى °ف (°م) | 44.9 (7.2)                     | 47.1 (8.4)                     | 49.9 (9.9)                     | 53.1 (11.7)                    | 57.2 (14.0)                    | 60.8 (16.0)                    | 64.7 (18.2)                    | 65.1 (18.4)                    | 63.4 (17.4)                    | 56.9 (13.8)                    | 48.7 (9.3)                     | 43.6 (6.4)                     | 54.6 (12.6)                    |
| أدنى درجة حرارة °ف (°م)           | 22 (−6)                        | 21 (−6)                        | 31 (−1)                        | 34 (1)                         | 38 (3)                         | 43 (6)                         | 46 (8)                         | 50 (10)                        | 42 (6)                         | 33 (1)                         | 30 (−1)                        | 24 (−4)                        | 21 (−6)                        |
| الهطول إنش (مم)                   | 3.68 (93)                      | 4.66 (118)                     | 3 (76)                         | 1.1 (28)                       | 0.38 (9.7)                     | 0.15 (3.8)                     | 0.04 (1.0)                     | 0.07 (1.8)                     | 0.33 (8.4)                     | 0.78 (20)                      | 1.45 (37)                      | 2.42 (61)                      | 18.06 (457.7)                  |
| المصدر: The Weather Channel       |                                |                                |                                |                                |                                |                                |                                |                                |                                |                                |                                |                                |                                |

## أعلام
- هربرت إيفانز
- شيلدون لويس
- كيرلي هاورد
- قاي روز
- لويد هيوز
- جورج باتون
- داني برشلونة
- دارل إيمهوف
- سوزان اتكينز
- بيل مومي